# Bilinszky Lajos
Bilinszky Lajos (Kolozsvár, 1868. január 2. – Kolozsvár, 1940. december 7.) magyar középiskolai tanár, tankönyvíró.

## Életútja
Középiskolai tanulmányait Kolozsvárt és Gyulafehérvárt végezte, Kolozsvárt doktorált. 1893-tól a nagyszebeni katolikus leánynevelő intézet igazgatója. Az első világháború előtt írt tankönyveinek átdolgozott, újabb kiadásait éveken át használták a romániai magyar tannyelvű középiskolákban: Világtörténet (I. Ókor; II. Középkor; III. Újkor, Kolozsvár, 1921); Magyar olvasókönyv (I-II. Kolozsvár, 1923); Stilisztika olvasókönyv (Nagyszeben 1924. 6. kiadás); Poétika... (Nagyszeben 1924. 5. kiadás); Román nyelvkönyv (I-IV. Porsche Rezsővel és Todorán Jenővel, Nagyszeben 1922-23).